# Victoria (teleregény, 2017)
A Victoria (eredeti cím: El vuelo de la Victoria) 2017-es mexikói telenovella, amelyet María Antonieta Gutiérrez és Anthony Martínez alkotott. A főbb szerepekben Paulina Goto, Andrés Palacios, Mane de la Parra, Jorge Aravena és Elizabeth Álvarez látható.
Mexikóban 2017. július 10-én a Las Estrellas, Magyarországon 2019. szeptember 2-án a TV2 mutatta be.

## Cselekmény
HUszonkét évvel ezelőtt Cecilia, egy gazdag családból származó fiatal nő teherbe esik. Szülei utasítására kénytelen elhagyni lányát. Néhány nap múlva Cecilia egy hacienda kapujában hagyja gyermekét, azt gondolva, hogy lányának jobb jövője lesz.
Azonban nem a hacienda tulajdonosai találják meg Victoriát, hanem Chencha, az alkalmazott. A lányt Victoriának nevezi el, mert úgy gondolja, hogy az élete tele lesz győzelmekkel, és lányaként neveli fel. Victoria számára már kiskorától fogva világos, hogy bár szegény, de futónak van szánva, és a merész szeretet sosem hiányzik belőle, akárcsak Andres, a Santibáñez család fia, a hacienda tulajdonosai, ahol Victoria él.
Victoria életének keserves szakasza kezdődik, miután tizennégy évesen igazságtalanul bebörtönzik a helyi javítóintézetbe. Amikor fiatal felnőtté válik, börtönbe kerül. Ennek oka Gloria Santibáñez, Andrés anyja, aki gyűlöli őt. Ezekben az években Victoria egyetlen motivációja az volt, hogy minden este Raúl de la Peña rádióműsorát hallgatta, aki mindig a leginspirálóbb szavakat és a legjobb tanácsokat adta neki a mocskos és sötét valóság közepette.
Addig is Andrésnek két célja van. Az első Victoria szabadságának elérése, amihez jogot tanul, és kitűnően végez. Ezt követően megpróbálja elérni a második célját, ez pedig Victoria szerelmének elnyerése.
Victoriát elragadják az érzései, és hozzámegy Andréshoz, de nagyon hamar rájön, hogy ismét csapdában érzi magát, mert Gloria ellehetetleníti az életét. Ebben a pillanatban követi szíve dobbanását, és Mexikóvárosba megy, hogy megvalósítsa álmát, ami nem más, mint profi sportolóvá válni.
A fővárosban Victoria találkozik Raul de la Peñával, akit azóta csodál, hogy a börtönben hallgatta a rádióműsorát. Raúl amellett, hogy a lokalizációnak szenteli magát, az Olimpiai Bizottság orvosa is, és Victoria éppen ott kezdi meg a munkát, hogy megvalósítsa legnagyobb vágyát. Raúl azóta szereti Victoriát, amióta megismerte, és gondoskodni és védelmezni akarja. Raúl ugyanígy van Elsával, a lányával is, aki valójában az unokahúga, de úgy szereti, mintha az apja lenne, mert a bátyja odaadta neki fiatalon.
Andrés túl későn érti meg, hogy Victoria nem az a nő, akit egy haciendához kellene kötni, hiszen már sok évnyi szabadságát vesztette el. Andrés érvényteleníti a házasságukat, miután eluralkodik rajta a féltékenység, és Victoriának lehetősége nyílik arra, hogy Raullal alakítsa ki az életét, aki feltétel nélküli szeretetet ad neki, és lehetővé teszi, hogy megvalósítsa az álmait. Victoria egész lelkét álmai megvalósításának szenteli, és végül eljut az olimpiára, ahol a legnagyobb érdemeket szerzi meg hazájának. A szíve azonban zavarba jön, mert el kell döntenie, hogy visszatér-e Andresszel, vagy inkább a boldogságot választja Raúl mellett.

## Szereplők
| Színész               | Szereplő                            | Magyar hang            |
| --------------------- | ----------------------------------- | ---------------------- |
| Paulina Goto          | Victoria Tonantzin                  | Czető Zsanett          |
| Andrés Palacios       | Raúl de la Peña                     | Crespo Rodrigo         |
| Mane de la Parra      | Andrés Santibáñez y Calzada         | Szabó Máté             |
| Jorge Aravena         | Jorge Acevedo                       | Horváth-Töreki Gergely |
| Elizabeth Álvarez     | Magdalena Sánchez                   | Zakariás Éva           |
| René Strickler        | Clemente Mendieta                   | Zöld Csaba             |
| Natalia Guerrero      | Cecilia de Acevedo                  | Ruttkay Laura          |
| Jorge Poza            | Julio Montaño                       | Posta Victor           |
| Susana Dosamantes     | Gloria vda. de Santibáñez y Calzada | Andresz Kati           |
| Verónika con K        | Crescencia "Chencha" Tonantzin      | Kocsis Judit           |
| Susana González       | Isadora Duncan                      | Pap Kati               |
| Helena Rojo           | María Isabel vda. de la Peña        | Rátonyi Hajni          |
| Roberto Blandón       | Santiago Santibáñez y Calzada       | Czvetkó Sándor         |
| Arturo Peniche        | Braulio Zavala                      | Kőszegi Ákos           |
| Juan Pablo Gil        | Arturo Acevedo                      | Szatory Dávid          |
| Gaby Mellado          | Adriana Hernández                   | Szabó Luca             |
| Eva Cedeño            | Cristina Rivadeneira Montero        | Ullmann Mónika         |
| Tania Lizardo         | Usumacinta "Cinta"                  | Dobó Enikő             |
| Isadora González      | Mireya                              | Pallai Mara            |
| Rafael Amador         | Esteban atya                        | Kassai Károly          |
| Ana Lorena Elorduy    | Elsa de la Peña                     | Tamási Nikolett        |
| Clarisa González      | Elena Santibáñez y Calzada          | Csuha Bori             |
| Lalo Palacios         | Elías Zamora                        | Gacsal Ádám            |
| Pía Sanz              | Luz Clarita                         | Gyöngy Zsuzsa          |
| Mauricio García Muela | Leonardo de la Peña                 | Renácz Zoltán          |
| Susana Lozano         | Maritza Zavala                      | Orosz Anna             |
| Briggitte Bozzo       | Ángela                              | Hermann Lilla          |
| Jorge Gallegos        | Ignacio "Nacho"                     | György-Rózsa Sándor    |
| Lizetta Romo          | Zulema                              | Menszátor Magdolna     |

## Évados áttekintés
| Évad | Évad | Epizód | Mexikói sugárzás | Mexikói sugárzás   | Mexikói adó | Magyar sugárzás     | Magyar sugárzás | Magyar adó |
| Évad | Évad | Epizód | Évadpremier      | Évadfinálé         | Mexikói adó | Évadpremier         | Évadfinálé      | Magyar adó |
| ---- | ---- | ------ | ---------------- | ------------------ | ----------- | ------------------- | --------------- | ---------- |
|      | 1    | 90     | 2017. július 10. | 2017. november 12. |             | 2019. szeptember 2. | 2020. január 9. |            |

## A sorozat készítése
2017 februárjában jelentették be, hogy a telenovella írásának megkezdését jóváhagyták. A gyártás hivatalosan 2017. május 2-án kezdődött.